# IROC XXI
La 21e édition de l'International Race of Champions, disputée en 1997, a été remportée par l'Américain Mark Martin. Tous les pilotes  conduisaient des Pontiac Trans Am.

## Courses de l'IROC XXI
| Date            | Lieu      | Vainqueur    | Nationalité | Championnat d'origine |
| 14 février 1997 | Daytona   | Al Unser Jr. | États-Unis  | CART                  |
| 16 mai 1997     | Charlotte | Mark Martin  | États-Unis  | Winston Cup (NASCAR)  |
| 21 juillet 1997 | Fontana   | Mark Martin  | États-Unis  | Winston Cup (NASCAR)  |
| 17 août 1997    | Michigan  | Randy LaJoie | États-Unis  | Busch Series (NASCAR) |

## Classement des pilotes
| Classement | Pilote             | Pays       | Championnat           | Points |
| ---------- | ------------------ | ---------- | --------------------- | ------ |
| 1er        | Mark Martin        | États-Unis | Winston Cup (NASCAR)  | 72     |
| 2e         | Robby Gordon       | États-Unis | Off Road (SCORE)      | 63     |
| 3e         | Randy LaJoie       | États-Unis | Busch Series (NASCAR) | 58     |
| 4e         | Al Unser Jr.       | États-Unis | CART                  | 57     |
| 5e         | Terry Labonte      | États-Unis | Winston Cup (NASCAR)  | 43     |
| 6e         | Jeff Gordon        | États-Unis | Winston Cup (NASCAR)  | 39     |
| 7e         | Dale Earnhardt     | États-Unis | Winston Cup (NASCAR)  | 35     |
| 8e         | Dale Jarrett       | États-Unis | Winston Cup (NASCAR)  | 34     |
| 9e         | Tom Kendall        | États-Unis | Trans-Am (SCCA)       | 34     |
| 10e        | Jimmy Vasser       | États-Unis | CART                  | 30     |
| 11e        | Darrell Waltrip    | États-Unis | Winston Cup (NASCAR)  | 18     |
| 12e        | Alessandro Zanardi | Italie     | CART                  | 17     |

Notes:
- Lors de la troisième épreuve de la saison, Bobby Labonte remplaça Robby Gordon, blessé. Les points marqués par Labonte allèrent néanmoins au total de Gordon.